# Zanthoxylum nannophyllum
Zanthoxylum nannophyllum là một loài thực vật có hoa trong họ Cửu lý hương. Loài này được (Urb.) Alain miêu tả khoa học đầu tiên năm 1950.